# Geoffroy V xứ Anjou
Geoffroy V xứ Anjou (24 tháng 8 1113 - 7 tháng 9, 1151), còn được gọi với biệt danh là Người Đẹp trai (tiếng Pháp: le Bel) hoặc là Geoffroy Plantagenet, là bá tước của xứ Anjou, Touraine và Maine khi được thừa kế từ cha ông năm 1129, và cũng là công tước của Normandie sau cuộc chinh phục từ năm 1144. Cuộc hôn nhân của ông với Hoàng hậu Matilda, con gái của Vua Henry I của Anh, đã dẫn đến sự mở đầu triều đại Plantagenet trị vì ở Anh kéo dài gần 4 thế kỷ. Cái tên "Plantagenet" được lấy từ biểu tượng của Geoffroy . Vùng đất tổ tiên của Geoffroy  ở Anjou đã tạo ra tên Angevin, và được gọi là Đế chế Angevin vào thế kỷ 12.

## Cuộc sống ban đầu
Geoffroy là con trai lớn của Fulk V xứ Anjou và Ermengarde xứ Maine. Geoffroy  nhận biệt danh của mình từ cành hoa chổi màu vàng (genêt là tên tiếng Pháp của cây genista, hay cây bụi chổi) mà ông hay đội trong mũ.:9:1 Nhà biên niên sử John xứ Marmoutier mô tả Geoffroy  là một người đẹp trai, tóc đỏ, vui tính và là một chiến binh vĩ đại. Vua Henry I của Anh, sau khi nghe báo cáo về tài năng và sức mạnh của Geoffroy , đã cử quân đến Anjou để thương lượng về cuộc hôn nhân giữa cô con gái 25 tuổi Matilda và cậu thiếu niên Geoffroy  15 tuổi. Sau sự đồng ý của cả hai bên, vào ngày 10 tháng 6 năm 1128, Geoffroy  được vua Henry phong tước hiệp sĩ ở Rouen, để chuẩn bị cho lễ cưới.

## Cuộc hôn nhân
Cuộc hôn nhân của Geoffroy và Matilda diễn ra vào năm 1128. Cuộc hôn nhân này nhằm đóng dấu một nền hòa bình lâu dài giữa Anh, xứ Normandie (thuộc sở hữu của Anh từ thời William I) và xứ Anjou. Matilda hơn Geoffroy  mười một tuổi, và rất tự hào về địa vị hoàng hậu của mình (trái ngược với việc chỉ là một nữ bá tước), là điều mà bà giữ cho đến cuối đời. Cuộc hôn nhân của họ là một cuộc hôn nhân đầy sóng gió nhưng hạnh phúc với những cuộc chia ly kéo dài thường xuyên. Họ có ba con trai.:14–18

## Bá tước xứ Anjou
Một năm sau cuộc hôn nhân, cha của Geoffroy rời đến Jerusalem (nơi sau này ông trở thành vua), để lại Geoffroy  với tư cách là bá tước xứ Anjou.
Khi cha vợ của ông, Vua Henry I của Anh qua đời vào năm 1135, Geoffroy đã hỗ trợ Matilda vào Normandie để đòi quyền thừa kế. Các quận biên giới đã phục tùng bà, nhưng nước Anh đã chọn người anh em họ đầu tiên của bà là Stephen xứ Blois cho ngôi vua của mình, và Normandie nhanh chóng làm theo. Năm sau, Geoffroy  trao Ambrieres, Gorron, và Chatilon-sur-Colmont cho Juhel xứ Mayenne, với điều kiện ông ta phải giúp giành được quyền thừa kế của vợ Geoffroy .
Năm 1139, Matilda đổ bộ vào Anh với 140 hiệp sĩ, nơi bà bị bao vây tại Lâu đài Arundel bởi Vua Stephen. Trong Chế độ vô chính phủ xảy ra sau đó, Stephen bị bắt tại Lincoln vào tháng 2 năm 1141, và bị giam tại Bristol. Một hội đồng gồm các giáo sĩ nhà thờ Anh được tổ chức tại Winchester vào tháng 4 năm 1141 đã tuyên bố phế truất Stephen và tuyên bố Matilda là "Nữ chúa của người Anh". Trong suốt năm 1142 và 1143, Geoffroy giành lãnh thổ toàn bộ Normandie phía tây và nam sông Seine, và vào ngày 14 tháng 1 năm 1144, ông vượt sông Seine và tiến vào Rouen. Ông đảm nhận danh hiệu Công tước xứ Normandie vào mùa hè năm 1144. Năm 1144, ông thành lập một cơ sở giáo dục Augustinô tại Château-l'Hermitage ở Anjou. Geoffroy  nắm giữ công quốc cho đến năm 1149, khi ông và Matilda đồng loạt nhượng cho con trai của họ, Henry, việc nhượng quyền đã được chính thức phê chuẩn bởi Vua Louis VII của Pháp vào năm sau.
Geoffroy cũng đã dập tắt ba cuộc nổi dậy của nam tước ở Anjou, vào các năm 1129, 1135 và 1145–1151. Ông thường xuyên mâu thuẫn với em trai của mình, Elias, người mà ông đã giam giữ cho đến khi Elias qua đời vào năm 1151. Mối đe dọa của cuộc nổi loạn đã làm chậm bước tiến của ông ở Normandie, và là một lý do khiến ông không bao giờ có thể can thiệp vào nước Anh. Geoffroy  qua đời sau đó cùng năm, ở tuổi 38, và Henry thay thế cha mình làm người đứng đầu hoàng tộc Plantagenet. Năm 1153, Hiệp ước Wallingford quy định rằng Stephen phải là Vua của Anh hết đời và Henry, con trai của Geoffroy và Matilda sẽ kế vị ông, bắt đầu kỷ nguyên hoàng tộc Plantagenet trong lịch sử nước Anh.

## Qua đời

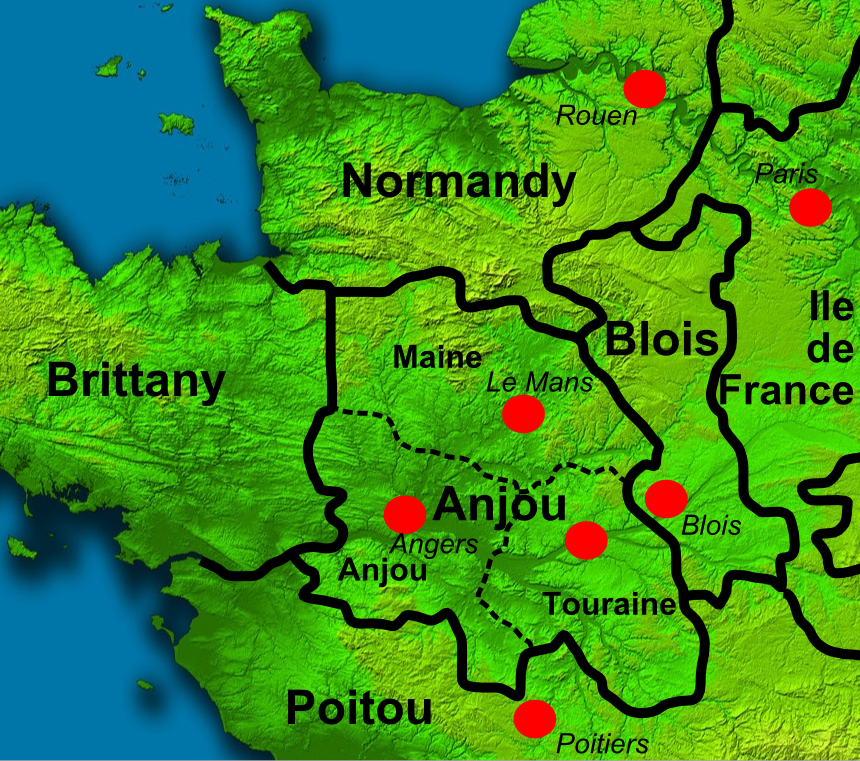
Tây Bắc nước Pháp năm 1150

Geoffroy đột ngột qua đời vào ngày 7 tháng 9 năm 1151. Theo John xứ Marmoutier, Geoffroy đang trở về từ một hội đồng hoàng gia khi ông bị sốt. Ông đến Château-du-Loir, và gục trên một chiếc ghế dài, truyền lại các món quà từ thiện, rồi sau đó qua đời. Ông để lại người vợ và các con trai. Ông được chôn cất tại Nhà thờ Thánh Julien ở Le Mans, Pháp, và con trai ông là Henry kế vị ông làm Công tước xứ Normandie.

## Hậu duệ
Geoffroy và Matilda có 3 hậu duệ:
1. Henry II của Anh (1133–1189)
2. Geoffroy, Bá tước xứ Nantes (1134–1158)
3. William, Tử tước xứ Dieppe (1136–1164)

Geoffroy cũng có những đứa con ngoài giá thú với một tình nhân (hoặc nhiều tình nhân) không rõ danh tính:
- Hamelin, người đã kết hôn với Isabel de Warenne, Nữ bá tước thứ 4 của Surrey
- Emme, người đã kết hôn với Dafydd Ab Owain Gwynedd, Hoàng tử của Bắc Wales.
- Mary, người đã trở thành một nữ tu tại Tu viện Shaftesbury và người có thể là nhà thơ Marie của Pháp.

## Phù hiệu
Một hình nộm tráng men (tấm bảng danh dự) do người vợ góa của ông ủy quyền để trang trí lăng mộ của Geoffroy xứ Anjou là một trong những ví dụ sớm nhất về phù hiệu châu Âu. Jean de Marmentier, một nhà biên niên sử cuối thế kỷ 12, báo cáo rằng vào năm 1128, Henry I của Anh đã phong tước hiệp sĩ cho con rể Geoffroy và phong cho ông một huy hiệu sư tử vàng. Một con sư tử vàng có thể đã là phù hiệu riêng của Henry, và các họa tiết sư tử khác nhau sau này được nhiều con cháu của ông sử dụng. Lớp men vẽ Geoffroy với một chiếc khiên màu xanh dương mô tả những con sư tử vàng, có vẻ như họa tiết tương tự sau này được sử dụng bởi cháu trai của Geoffroy, William Longespee. Ngoài việc là một trong những đại diện được xác thực đầu tiên của quốc huy, theo nhà sử học người Anh Jim Bradbury, nó "gợi ý bằng chứng rõ ràng cho việc sớm sử dụng những thứ đã trở thành phù hiệu áo giáp của hoàng gia Anh".